# 朱训
朱训（1930年5月16日—），男，江苏阜宁人，中华人民共和国政治人物。曾任中华人民共和国地质矿产部部长。

## 生平
朱训是江苏阜宁县板湖镇人。早年受新四军影响，参加中国共产党，并后在苏北解放区化工厂担任技师、车间主任、人事科长、党支部副书记、代书记等职务。中华人民共和国成立后，进入中国人民大学工厂管理系冶金班。后在苏联诺沃切尔卡斯克工业大学和第涅伯尔彼德罗夫斯克矿业学院地质勘探系学习。1957年，分配到江西省地质局赣东北地质大队做技术工作，任地质工程师、副大队长、大队长、大队长兼上饶地区行政公署地质处处长等，并成功组织德兴铅锌矿、张庄蛇纹石矿、樟桂墩蛇纹石矿、花亭锰矿、葛源铌钽矿、新安埠煤矿、黄金埠瓷土矿等矿床勘探工作。1963年，任江西省地质局地矿处副处长、局副总工程师兼赣东北铜矿会战指挥部总工程师，后于文化大革命中受到冲击。1973年，被委派赴阿尔及利亚进行援外地质工作。1979年后任江西省地质局副总工程师、总工程师、副局长、党组副书记。1982年后任地质矿产部副部长、党组副书记兼政治部主任；次年被任命为地质矿产部部长、党组书记。
1994年3月至1998年3月任政协全国委员会秘书长、中共政协全国委员会党组成员、机关党组书记。是中共第十二届中央候补委员、委员，第十三、十四届中央委员；政协第八、九届全国委员会常务委员，第九届全国委员会港澳台侨委员会主任。
曾任欧美同学会留苏分会会长，1999年12月获授友谊勋章。2003年12月，欧美同学会第五届理事会第一次会议在北京召开，他担任副会长。

## 作品
- 朱训. . 地质出版社. 1992年6月. ISBN 9787116011205.

## 荣誉

### 外国勋章奖章
- 友谊勋章（俄罗斯，1992年12月10日于北京颁发[3]）